# 伯奈利M4 Super 90半自動霰彈槍
伯奈利M4（Super 90）是一系列由意大利槍械製造商伯奈利公司所設計和生產的半自動霰彈槍（戰鬥霰彈槍），為伯奈利Super 90系列半自動霰彈槍的第四款、也是最後一款。M4採用了一款名為「自動調節導氣」(ARGO) 系統的專有枪机設計，而該系統是專門為該武器研製的。M4設計於1998年，目前在數十個國家的軍隊、警隊和特種部隊中服役，除了研發的本國意大利的軍隊以外，在美軍服役的伯奈利M4霰彈槍被命名為M1014戰鬥霰彈槍，並且在各種衝突中使用。發射12鉛徑霰彈。

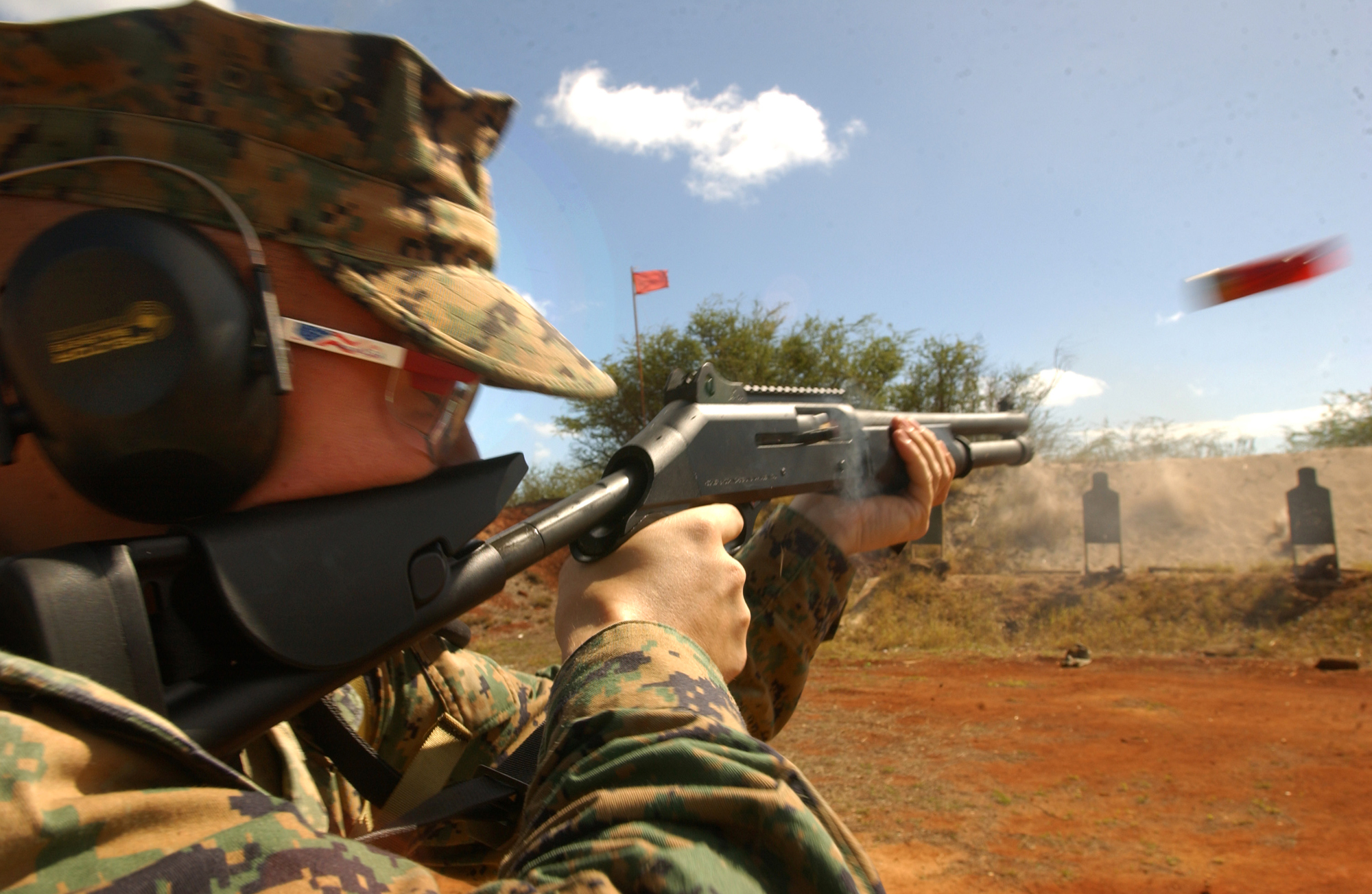
伯奈利M4超級90（M-1014戰鬥霰彈槍）。

## 歷史
1998年5月4日，美国陆军軍備研究、開發及工程中心（英語：Armaments Research, Development and Engineering Center，簡稱：ARDEC）在新泽西州的皮卡汀尼軍械庫正式發起編號為#DAAE30-98-R-0401的招標，該招標要求一款能夠滿足美军（海軍、陸軍、空軍、海軍陸戰隊）作戰需要，並且可以發射23⁄4和3英吋麥格農兩種12鉛徑霰彈藥筒的新式半自動戰鬥散彈槍。參與了這次競標的伯奈利於是設計和生產了伯奈利M4超級90戰鬥霰彈槍。1998年8月4日，伯奈利的人員帶著5款M4霰彈槍樣本運送到马里兰州阿伯丁试验场進行測試。經過一連串測試以後，證明伯奈利M4的性能優秀，符合競標要求。1999年初，美軍軍備研究、開發及工程中心將其命名為M1014聯合戰術霰彈槍，並以合約的方式由黑克勒-科赫美國分公司作為承包商以輸入伯奈利M4超級90戰鬥霰彈槍。第一批武器（總數為20,000把）於1999年運送到美国海军陆战队手中。最初，該槍的原型命名為XM1014，而在測試完成過後，「X」字就被移除並改稱為M1014。

## 設計細節
伯奈利M4是第一款由伯奈利公司生產的氣動式及轉拴式槍栓原理戰鬥霰彈槍。該槍採用的全新設計功能是被稱為「自動調節氣動式操作」（英語：Auto Regulating Gas Operated，簡稱：ARGO）的槍機操作系統，這是一種短行程活塞傳動設計的衍生型，只是把氣動部件分成四個部分。
它的設計包括兩個對稱的護罩包覆的兩個小型不鏽鋼製氣動活塞。該兩個會自行清潔的不鏽鋼製活塞安裝於護木前端，以協助轉拴式槍栓能夠正常的運作，其好處是不需要重新設計及採用一些更複雜的氣動式自動結構。伯奈利就是通過這樣簡單的機構讓伯奈利M4達到極高的可靠性，並最大限度地減少故障的發生。後來，自動調節氣動式操作系統亦被同一間公司的R1步枪所使用。
其轉拴式槍栓閉鎖機構是在槍機前端左右兩側各設有一個鎖耳（英語：Lug），這種雙閉鎖鎖耳式設計使其具有更高的可靠性，使之能夠與槍管嚙合或分離以實現閉鎖或開鎖。
它同時備有自我調節霰彈藥筒的不同長度和威力的能力。它可以使用及發射不同威力水平及任何組合的23⁄4和3英寸麥格農12鉛徑霰彈藥筒而且不需要經過任何在技術上的調整。但若要發射木棍彈、豆袋彈、橡膠子彈和催淚彈等非致命性彈藥，就必須利用機匣右側的拉機柄作手動式操作。

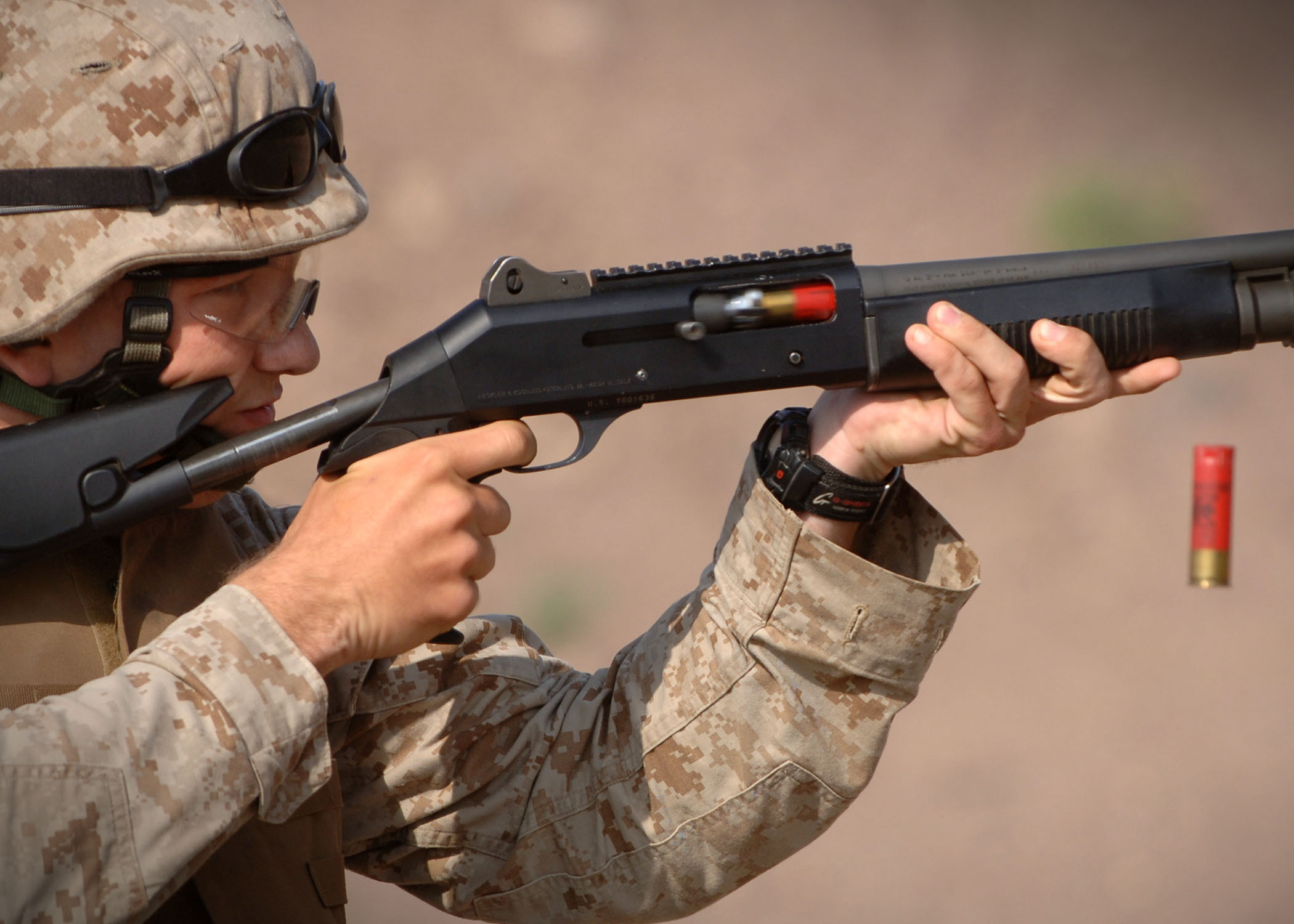
正在使用M1014戰鬥霰彈槍並進行訓練的美軍士兵。留意這把M1014發射的是3英寸麥格農霰彈藥筒。（從彈殼可以得知）

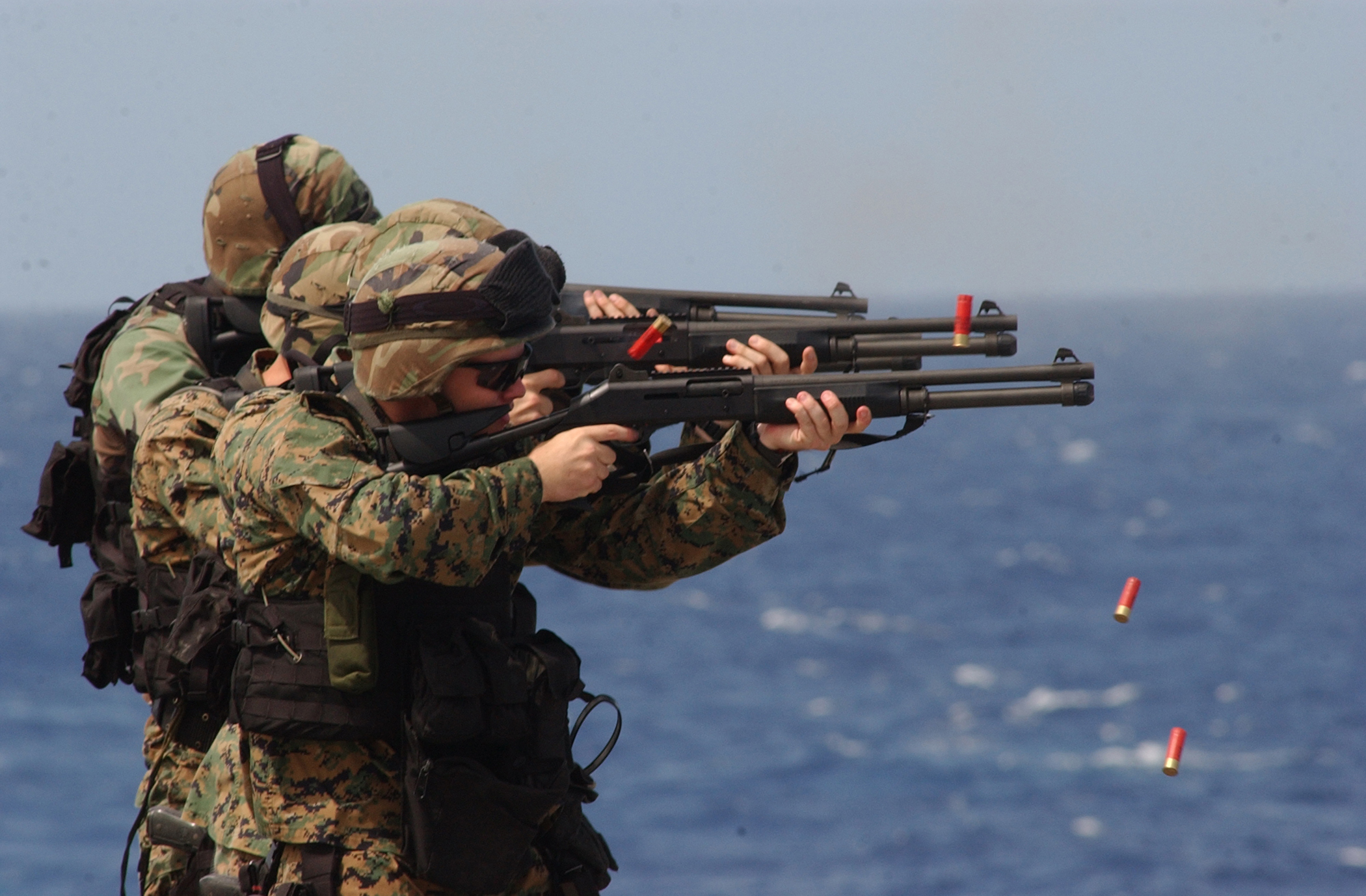
正在使用M1014戰鬥霰彈槍並進行訓練的3名美国海军陆战队員。

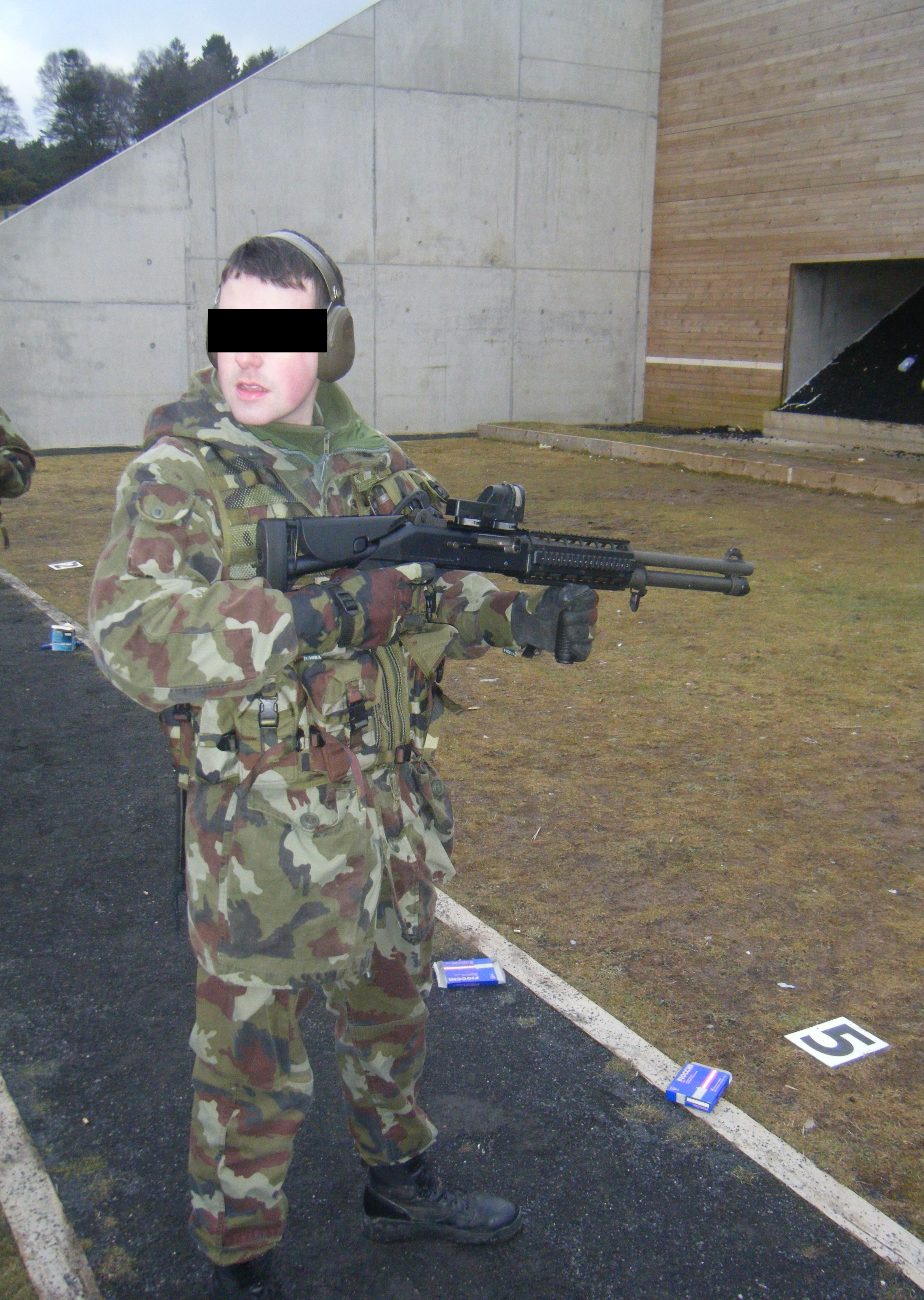
手持裝上了導軌接口系統護木（裝上寬型前握把）和反射式瞄準鏡的伯奈利M4戰術型戰鬥霰彈槍的愛爾蘭國防軍士兵。

### 可維護性
根據生產商宣稱，伯奈利M4是一款模組化武器。它可以在無需使用任何工具下直接安裝來自各間製造商生產的各種部件（槍管，可伸縮式槍托及護木等）。該霰彈槍亦適用於各種地形和環境，它可讓用戶快速操作，並可改變裝掛的配件以適應不斷變化的戰術環境。

### 耐久性
初步測試的伯奈利M4以可靠性作為主要考慮條件。它至少可以發射25,000多發散彈而且無需更換任何的主要部件。鋼鐵製成的武器部件具有啞光黑色磷化耐腐蝕的表面處理，亦有部分是啞光硬陽極氧化鋁處理。這些增強耐久性設計除了提高了抗生銹及腐蚀外（尤其是海洋等环境的盐腐蚀）還減輕全槍质量，亦減少了夜間行動時被敵方發現的機會。

### 可伸縮式槍托
伯奈利M4配備有伸縮式槍托，亦有一種使用M11707式設計的版本，該版本的槍托不可摺疊或伸縮，這是因為M1014的早期原型槍是在1994年聯邦突擊武器禁制法案（英語：Federal Assault Weapons Ban，簡稱：AWB）生效之後研製及生產。由於該條款已於2004年9月過期，這些條款現在只在美國某些州被視為非法。
可伸縮式槍托可讓該武器縮短接近203.2毫米（8英吋），令其可以更容易大量儲藏和運輸。此外，它並可以在周圍狹窄的拐角和障礙中達到更好的機動性。伯奈利M4也可改用固定式槍托（使用者可以選擇連手槍握把或手握式槍托兩種風格）。而目前市場上出售的M4已不再使用骨架型固定槍托（M11707型）。

### 瞄準具
伯奈利M4的機械瞄具為機匣後端的可調整式鬼環照門，其有助令散彈更準確命中目標。
該槍機匣頂部亦設有MIL-STD-1913戰術導軌，可安裝光学瞄准镜、紅點鏡／反射式瞄準鏡、全息瞄準鏡、棱鏡式瞄準鏡、夜視鏡和／或熱成像儀等瞄準用配件，同時亦可保留原來的瞄準具。

### 導軌整合系統
導軌接口系統（英語：Rail Interface System，簡稱：RIS）或MIL-STD-1913戰術導軌，裝置在伯奈利M4機匣頂部的位置，可以裝上對應導軌的光学瞄准镜、紅點鏡／反射式瞄準鏡、全息瞄準鏡、棱鏡式瞄準鏡、夜視鏡、热成像仪、雷射瞄準器和戰術燈。目前最先進的軍用槍支型號也有類似的裝置。使用者亦可使用全導軌接口系統護木。有一些售後配件（例如護木）還結合了其他導軌整合系統（例如M-LOK）。

### 伯奈利戰術和M4
伯奈利戰術（英文：Benelli Tactical）是貝瑞塔執法機關（英文：Beretta's Law Enforcement）以下的一個部門。伯奈利戰術負責向執法機關、政府機構和軍隊銷售所有型號的伯奈利戰術霰彈槍。伯奈利M4有三種配置方式可供出售：
- M4 Entry：配備355.6毫米（14英吋）的槍管
- M4：配備470毫米（18.5英吋）的槍管
- M1014：只出售給軍隊的美軍用版本

用戶可以透過向伯奈利戰術購買M4半自動霰彈槍的可伸縮式槍托。伯奈利戰術和貝瑞塔執法機關認為伸縮式槍托不會違反1994年的突擊武器禁令，但仍只可提供給執法機關和政府機構。伯奈利戰術和貝瑞塔執法機關都不會對任何平民出售可伸縮式槍托。另外，伯奈利戰術也額外出售折疊式槍托組件以方便用戶改裝為手槍握把式槍托，價格為150美元。可是這種槍托必須直接從意大利進口，因為它本身又是為執法機關和政府機關生產的。有趣的是，平民若在美國境內管有伯奈利M4的伸縮式槍托是合法的。
根據伯奈利美國網站得知，目前民用型版本在美國市場的建議售價約為2,899美元。如果沒有全國槍械法的印花则不能購買或擁有一把14英寸枪管型。民用版本的管式彈倉標準容量為4發，雖然亦可以利用伯奈利原廠以及其他一些公司的延長管式彈倉配件增加容量至5發。而一些執法機關型號亦已經在二手市場上放售。
在2012年的SHOT Show之中，美國伯奈利公司推出了H2O型配色的伯奈利M4戰術型。

## 使用國

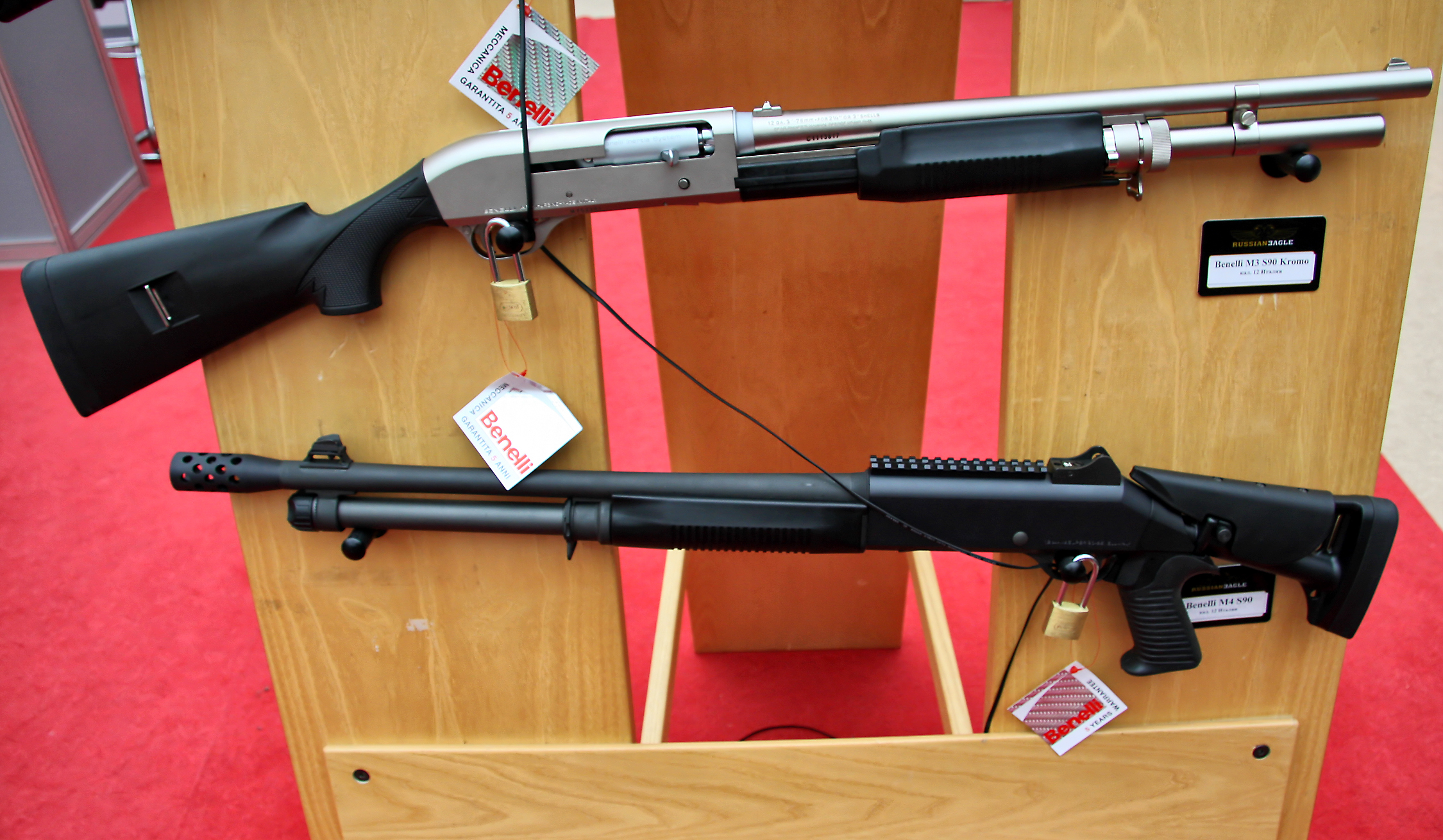
2010年武器及狩獵展（ARMS & Hunting 2010 exhibition）上展出的伯奈利M4 Super 90半自動霰彈槍展出槍（下）

- 阿尔巴尼亚
- 阿尔及利亚
- 安道尔
  - 安道爾警察部隊（英语：Police Corps of Andorra）干預組
- 阿根廷
- [5]
- 白俄羅斯
  - 白俄羅斯共和國國家安全委員會阿爾法小組[6]
- 比利时
  - 比利時空軍[7]
  - 特警單位
- 巴西
  - 巴西陸軍（英语：Brazilian Army）
- 保加利亚
  - 保加利亞陸軍特種部隊司令部（英语：68th Special Forces Brigade (Bulgaria)）
- 加拿大
- 智利
- 哥伦比亚
- - 克羅地亞警察（英语：Law enforcement in Croatia）盧科反恐單位（英语：Lučko Anti-Terrorist Unit）
  - 克羅地亞共和國武裝部隊特種作戰營（英语：Special Operations Battalion (Croatia)）
- 丹麦
- 埃及
- 法國
  - 法國武裝部隊特種作戰司令部（英语：Special Operations Command (France)）
  - 國家憲兵干預組
- - 喬治亞內務部（英语：Ministry of Internal Affairs of Georgia）
  - 喬治亞武裝部隊
- 德国
  - 德國聯邦國防軍
  - 德國聯邦警察
- 希腊
  - 希臘警察特別反恐單位（英语：Special Anti-Terrorist Unit (Greece)）
- 印度尼西亞
  - 印尼海軍死亡之海分隊（英语：Denjaka）
- 伊朗
- 伊拉克
  - 伊拉克特種作戰部隊
- 愛爾蘭
  - 愛爾蘭陸軍遊騎兵聯隊
- 義大利
  - 意大利武裝部隊
- 以色列
  - 以色列國防軍偵察單位（英语：Israeli Special Forces）[8]
- 牙买加
  - 牙買加警察部隊（英语：Jamaica Constabulary Force）
- 约旦
  - 約旦皇家陸軍（英语：Royal Jordanian Army）
- - 執法機關特種部隊[9]
- 科索沃
- 利比亞
  - 前利比亞民眾國武裝部隊（英语：Armed Forces of the Libyan Arab Jamahiriya）
  - 前國民解放軍[10]
  - 利比亞國民軍
- 立陶宛
  - 立陶宛武裝部隊特種作戰部隊（英语：Lithuanian Special Operations Forces）
- 马来西亚
  - 馬來西亞陸軍第21特勤群（英语：Grup Gerak Khas）
  - 马来西亚皇家空军特種空勤團（英语：PASKAU）
  - 馬來西亞皇家海關（英语：Royal Malaysian Customs）[11]
- 馬爾他
  - 馬耳他武裝部隊（英语：Armed Forces of Malta）
- 墨西哥
- 摩尔多瓦
  - 內務部特種部隊
- 摩洛哥
- 巴基斯坦
- 菲律賓
  - 菲律宾國家警察特別行動隊（英语：Special Action Force）[12]
- 葡萄牙
  - 葡萄牙陸軍（英语：Portuguese Army）
  - 葡萄牙海軍陸戰隊（英语：Portuguese Marine Corps）
  - 特警單位
- 中華民國
  - 行政院海岸巡防署
  - 內政部警政署維安特勤隊
  - 憲兵司令部憲兵特勤隊
- 圣马力诺
  - 聖馬利諾民警（英语：Civil Police (San Marino)）
- 沙烏地阿拉伯
- 塞爾維亞
  - 塞爾維亞陸軍（英语：Serbian Army）特別旅[13]
  - 特警單位
- 斯洛伐克
  - 特別防衛部和干擾組[14]
- 斯洛維尼亞
  - 憲兵單位[15]
- 西班牙
- 南非
- - 大韓民國陸軍第707特殊任務團
  - 大韓民國海軍特戰戰團
- 俄羅斯
  - 俄羅斯聯邦安全局
  - 俄羅斯聯邦國家近衛軍
- 瑞士
  - 瑞士武裝部隊特種部隊司令部（英语：Special Forces Command (Switzerland)）
  - 特警單位
- 泰國
  - 特警單位
- 土耳其
  - 土耳其武裝部隊特種部隊
- 乌克兰
  - 烏克蘭武裝部隊
- 阿联酋
  - 阿聯酋武裝部隊特種部隊
  - 特警單位
  - 要員保護小組
- 联合国
  - 安全服務隊
- 英国[16][17]
  - 英國武裝部隊（命名為L128A1戰鬥霰彈槍）
  - 武裝警察單位
- 美国
  - 美國武裝部隊[18]（命名為M1014）
  - 部份地方警察局及其下屬的特種武器和戰術部隊[19]

## 流行文化
伯奈利M4 Super 90亦同時出現在多部电影和电子游戏裡，例如：

### 电影
- 2008年—《夜行悍探》：在警察軍械庫中出現，由洛杉磯警察局所使用。
- 2008年—：由罪犯帶到醫院用以向約翰·漢考克／街頭超人（John Hancock）復仇。
- 2009年—：裝上槍背帶（英语：Sling (firearms)）並且由拉赫西（Tallahassee，伍迪·哈里森飾演）所使用。
- 2011年—
- 2011年—《黑蘭煞》：由唐路易的手下在最後的槍戰中所使用。
- 2011年—《沙漠神兵》：由法國海軍突擊隊員於科索沃行動期間所使用。
- 2012年—：由凱撒（Hale Caesar，飾演）所使用。
- 2012年—《海豹六隊：突襲奧薩馬·本·拉登（英语：Seal Team Six: The Raid on Osama Bin Laden）》：裝上瞄準鏡，由美國海軍特種作戰開發組隊員「塹壕」所使用。
- 2013年—
- 2013年—：由美軍士兵所使用。
- 2013年—《家園防線》：由費爾·布羅克（Phil Broker，傑森·史塔森飾演）從武器藏匿處取出後使用。
- 2015年—：裝上EOTECH全息瞄準鏡，2017年時由魔鬼終結者／守護者T-800（The Terminator／Guardian T-800，阿诺·施瓦辛格飾演）所使用。
- 2016年—《會計師》：由私人軍事承包人員所使用。
- 2017年—：為固定槍托型，配備定制拉機柄，由強納森·「約翰」·維克（基努·李維飾演）於羅馬活動時購買並用在地下道槍戰。

### 電子遊戲
- 1999年—：Beta 5以後登場，為伸縮槍托型，命名為，以7發彈倉供彈，武器模組採用鏡像佈局（右手持槍時拋殼口和拉機柄在左邊）。奇怪地在空倉裝填後玩家角色不會為槍械上膛。
- 2000年—《Urban Terror》：為伸縮槍托型，在4.2版本開始有。
- 2003年—：為伸縮槍托型，命名為「BN-M4」。
- 2003年—：為伸縮槍托型。
- 2004年—：伸縮槍托型，命名為，以7發彈倉供彈，武器模組採用鏡像佈局（右手持槍時拋殼口和拉機柄在左邊）。奇怪地在空倉裝填後玩家角色不會為槍械上膛。
- 2004年—《特種部隊Online》：2014年3月正式推出，裝上紅點鏡、戰術燈、MagPul AFG直角前握把和機匣彈藥包，槍托上印有髑髏圖案。
- 2004年—：伸縮槍托型，命名為，以7發彈倉供彈，武器模組採用鏡像佈局（右手持槍時拋殼口和拉機柄在左邊）。奇怪地在空倉裝填後玩家角色不會為槍械上膛。
- 2005年—：為伸縮槍托型。
- 2005年—《真實計劃》：為伸縮槍托型，由美軍和英軍所使用並分別命名為「M1014 JSCS」和「L128A1」；M1014 JSCS只能使用機械瞄具以及發射鹿彈，而L128A1能使用EOTECH全息瞄準鏡以及可發射鹿彈和重彈頭（又稱：獨頭彈）。
- 2005年—《迅雷先鋒4》：為伸縮槍托型，命名為「伯奈利M4」，裝上了機匣左側外部備用彈藥包，可發射00號鹿彈和重彈頭，奇怪地在不使用戰術導軌或戰術護木以下裝上了戰術燈。
- 2007年—及重製版：為伸縮槍托型，命名為「M1014」，以7發彈倉（聯機模式時為4發）供彈，最高攜彈量為70發（戰役模式）和40發（聯機模式），奇怪地在空倉重新裝填後玩家角色不會為槍械上膛。戰役模式之中由英國陸軍特種空勤團及俄羅斯極端民族主義黨武裝份子所使用，聯機模式時於等級31解鎖，並可以使用紅點鏡及前握把。
- 2007年—《Online》：隨遊戲登場武器，為伸縮槍托型，以7發彈倉供彈，武器模組採用鏡像佈局（右手持槍時拋殼口和拉機柄在左邊），奇怪地在空倉裝填後玩家角色不會為槍械上膛。命名為「Leone YG1264連發霰彈槍」；在各地版本均已開放使用。另外亦有三種改進型：
  - XM1014 Red：最早於韓國版2012年5月31日時推出，為紅色槍身版本。港台地區於2012年6月12日推出紅色槍身版，命名為「紅色Leone YG1265連發霰彈槍」；中国大陆地區於2012年6月13日推出紅色槍身版，命名為「XM1014（深红）」；在各地版本均已開放使用，但泰國版及土耳其版因結束營運的關係而不會在這兩個版本開放使用。
  - Balrog-XI：最早於韓國版2013年4月11日時推出，以紅色XM1014作為雛型所研製的赤獄系列反殭屍用途改進型，槍身由紅與黑兩種顏色組成，並且新增了槍管隔熱罩。使用虛構的12鉛徑AHE霰彈，以及連續射擊後隨機充填的特殊霰彈。港台地區於2013年5月28日推出，命名為「弒神者」；中国大陆地區於2013年5月29日推出，命名為「龙炎」；在各地版本均已開放使用，但泰國版及土耳其版因結束營運的關係而不會在這兩個版本開放使用。
  - Balrog-XI BLUE Version：最早於韓國版2014年7月24日時推出，為Balrog-XI的藍色槍身版，槍身由藍與黑兩種顏色組成，並且新增了槍管隔熱罩。同樣使用虛構的12鉛徑AHE霰彈，以及連續射擊後隨機充填的特殊霰彈。港台地區於2014年8月5日推出，命名為「冷燄弒神者」；中国大陆地區於2014年8月6日推出，命名為「凛风」；在各地版本均已開放使用，但泰國版及土耳其版因結束營運的關係而不會在這兩個版本開放使用。
- 2007年—《穿越火线》：伸缩枪托型，命名為「Benelli XM1014」，以6发弹仓供彈，拔枪时会拉动拉机柄上膛，但奇怪地在空倉重新裝填後玩家角色不會為槍械上膛。
- 2007年—：伸縮槍托型，命名為「XM2014戰術霰彈槍」，以8發彈倉供彈，奇怪地被改為泵動式。
- 2007年—：為伸縮槍托型，命名為「M1014」，該遊戲中唯一可以使用的霰彈槍。
- 2007年—《魅影小隊》：命名為「M4E」，Level 2時解鎖。
- 2007年—《美伊戰爭：現代步兵戰》：為伸縮槍托型，命名為「M1014 JSCS」。
- 2008年—《戰地之王》：為伸縮槍托型，命名為「Benelli M1014」。
- 2008年—：為伸縮槍托型，命名為「自動霰彈槍」，半自動射擊，以10發管式彈倉供彈，附有手電筒。
- 2009年—：命名為「M1014」，由美国海軍陸戰隊所使用。
- 2009年—及重製版：為伸縮槍托型，命名為「M1014」，以7發彈倉（聯機模式時為4發，並可使用改裝：延長彈匣增至6發）供彈，最高攜彈量為70發（戰役模式）和40發（聯機模式），奇怪地在空倉裝填後玩家角色不會為槍械上膛（重製版中則修正了重新裝填動作，空倉裝填時玩家角色會先把一發霰彈從抛殼口上膛）。戰役模式之中由美國陸軍第75游騎兵團、美國海軍海豹突擊隊、141特遣隊、俄羅斯極端民族主義黨武裝力量和俄羅斯內衛部隊所使用，聯機模式時於等級54解鎖，並可以使用紅點鏡、消音器、前握把、EOTECH全息瞄準鏡、全金屬披甲彈（英语：Full metal jacket bullet）、延長彈匣。
- 2009年—《殺戮空間》：2011年12月8日「第二次扭曲聖誕節活動」推出一般版，命名為「戰鬥霰彈槍」，以6發管式彈倉供彈；2012年12月11日「在太空扭曲聖誕節活動」金色版。
- 2009年—：為伸縮槍托型，命名為「戰術霰彈槍」，半自動射擊，以10發管式彈倉供彈，附有手電筒。
- 2010年—《2010》：只在單人模式登場。實際上為伯奈利M1 Super 90霰彈槍，但命名為「伯奈利M4戰術型」，以6發管式彈倉供彈，由美國陸軍第75游騎兵團所使用。空倉裝填時玩家角色會先把一發霰彈從抛殼口上膛。
- 2010年—《风暴战区》：命名為「BENELLI M4霰弹枪」。
- 2011年—：伸縮槍托型，命名為「馬歇爾」，以10發彈倉供彈，奇怪地被改為泵動式。
- 2011年—：為伸縮槍托型，命名為「M1014」，以5發彈倉（聯機模式時可使用改裝：延長彈匣增至7發）供彈，發射12鉛徑3英吋麥格農散彈，初始攜彈量為30發（聯機模式時使用改裝：擴充彈匣減至28發），最高攜彈量為50發（聯機模式時使用改裝：擴充彈匣減至49發）。單人模式之中由美国海军陆战队第一侦察营“盲流1-3”（Misfit 1-3）五人战术小队成員亨利·布莱克本上士（SSgt. Henry "Black" Blackburn）、俄羅斯聯邦武裝部隊總參謀部情報局（GRU）特務迪米特里·“帝瑪”·馬雅柯夫斯基（Dimitri “Dima” Mayakovsky）和人民解放抵抗组织（People's Liberation and Resistance）所使用；聯機模式時可被所有兵種於等級22解鎖，被歸類為散彈槍，並可以使用反射式瞄準鏡、12G鋼矛彈、擴充彈匣、光電瞄準鏡、戰術燈、12G破片彈、ACOG（放大4倍）、雷射瞄準器、重彈頭、紅外線夜視鏡（紅外線放大1倍）、步槍瞄準鏡（放大6倍）、M145（放大3.4倍）、消光器、內紅點瞄準鏡、PKA-S、PSO-1（放大4倍）、PKS-07（放大7倍）、PK-A（放大3.4倍）。空倉裝填時玩家角色會先把一發霰彈從抛殼口上膛。
- 2012年—：型號為伸縮槍托型，命名為「防暴霰彈槍」，奇怪地會在1998年出現。
- 2012年—：型號為伸縮槍托型，命名為「M4 Super 90」，以4發管式彈倉供彈，有金色版本。
- 2012年—：有獨立使用型與下掛型兩個版本：
  - 獨立使用型為伸縮槍托型，命名為「M1014」，已裝上機匣彈藥包，命名為「M4 Super 90」，以8發管式彈倉供彈，管式彈倉隨槍管延長或縮短而增加或減少容量，可裝上垂直前握把、固定槍托和制退器，可以發射鹿彈、重彈頭（又稱：獨頭彈，只能在聯機模式使用）或是龍息彈（英语：Dragon's breath (ammunition)）。
  - 下掛型移除手槍握把和槍托，命名為「下掛式霰彈槍」，3發管式彈倉，可以下掛於突擊步槍的槍管下，只能發射鹿彈。
- 2012年—：為伸縮槍托型，命名為「XM1014」，奇怪地在空倉裝填後玩家角色不會為槍械上膛。
- 2012年—《戰爭前線》：為伸縮槍托型並且加裝槍管隔熱罩，同时隔热罩前端拥有两发弹药架。命名為“Benelli M4 Super90”，以6發彈倉供彈，奇怪地在空倉裝填後玩家角色不會為槍械上膛。為醫療兵專用武器，專家級別解鎖，可以改装枪口配件（通用消音器、霰弹枪消音器、霰弹枪制退器）以及瞄准镜（EOTECH 553全息瞄准镜、绿点全息瞄准镜、红点瞄准镜、Aimpoint Comp M4S瞄准镜、Mojji Zero红点瞄准镜）。
- 2012年—《殭屍U》：命名為「M4戰術型」，以7發管式彈倉供彈。
- 2013年—：型號為伸縮槍托型，命名為「馬歇爾」，以10發彈倉供彈，奇怪地被改為泵動式。
- 2013年—：隨遊戲登場武器，型號為伸縮槍托型，使用裝在機匣左邊外部的8發彈藥附件，以7發彈倉供彈，命名為「XM1014」，奇怪地在空倉裝填後玩家角色不會為槍械上膛。
- 2013年—《縱橫諜海：黑名單》：命名為“M1014”，載彈量8+1發。
- 2013年—：實際上為伯奈利M1 Super 90霰彈槍，命名為「M1014」（中文版則命名為「M1014霰彈槍」），預設發射12G鹿彈，載彈量7+1發，最高攜彈量為15發（單人模式）。單人模式之中於「突破重圍」（Tashgar）戰役達到銀牌時解鎖並且可由美国海军陆战队精英小隊「墓碑」隊長丹尼爾·雷克（Daniel Recker）所使用；聯機模式時為所有兵種的解鎖武器包武器之一，於達到11,000點霰彈槍得分時才能解鎖，被歸類為散彈槍，並可以使用鴨嘴防火帽、反射式、雷射瞄準器、寛型握把、全收束器、ACOG（放大4倍）、斜視金屬瞄準器、直角握把、12G重彈頭、全像、放大鏡（放大2倍）、改良收束器、12G鏢彈、M145（放大3.4倍）、舒適握把、手電筒、12G破片彈以及七件戰鬥包附件（FLIR（紅外線放大2倍）、稜鏡（放大3.4倍）、JGM-4（放大4倍）、制動器、土狼、折疊握把、馬鈴薯握把、直立握把、綠點雷射瞄準器、紅外線夜視鏡（紅外線放大1倍）、眼鏡蛇、防火帽、雷射／燈光組合、PKA-S、PK-A（放大3.4倍）、PSO-1（放大4倍）、戰術燈、三光束雷射、HD-33當中之七）。空倉裝填時玩家角色會先把一發霰彈從抛殼口上膛。
- 2013年—：命名為“M1014”。
- 2014年—：型號為民用固定槍托型，命名為“M1014”，以7發彈倉供彈，攜彈量為63發。
- 2014年—《看門狗》：型號為伸縮槍托型，命名為“M1014”，發射12鉛徑3英吋麥格農散彈，最高攜彈量為96發，可由主角艾登·皮爾斯（Aiden Pearce，由諾姆·詹金斯配音）所使用。
- 2015年－：實際上為伯奈利M1 Super 90霰彈槍，资料片「背叛」（Betrayal）武器之一。命名為「M4」，發射12G鹿彈，載彈量8+1發，武器商店中價格為$21,000，能夠由執法機關和罪犯雙方執行者（Enforcer）所使用。可加裝各種瞄準鏡（反射、眼鏡蛇、全息瞄準鏡（放大1倍）、PKA-S（放大1倍）、Micro T1、SRS 02、Comp M4S、M145（放大3.4倍）、PO（放大3.5倍） 、ACOG（放大4倍）、PSO-1（放大4倍）、IRNV（放大1倍）、FLIR（放大2倍））、附加配件（傾斜式機械瞄具、戰術燈、電筒、激光瞄準器、12鉛徑金屬彈頭、破門彈）及槍口零件（全收束器、改良型收束器）。裝填時玩家角色會先把一發霰彈從抛殼口上膛。
- 2015年—《小兵步槍》：有兩種版本，皆為半自動射擊以及為固定式槍托型，一種為無消音，奇怪低使用標準型8發彈倉卻可裝填12發。另一種為消音，使用標準型8發彈倉。
- 2015年—《殺戮空間2》：隨遊戲登場武器，預設裝上戰術燈和小型眼鏡蛇，6發管式彈倉，可由支援專家（Support specialist）職業所使用。空倉裝填時會先把一發霰彈從抛殼口上膛。
- 2015年—：由聯邦調查局特種武器和戰術部隊幹員所使用，命名為「M1014」，奇怪地使用了民用型4發彈倉卻可裝填8發。空倉裝填時玩家角色會先把一發霰彈從抛殼口上膛。
- 2016年—《湯姆克蘭西：全境封鎖》：型號為黑色合成固定槍托型和伸縮槍托型：
  - 黑色合成固定槍托型命名為“Super 90”，以8發管式彈倉供彈；衍生型為“戰術型超級90”（具有普通手槍握把與滑動式槍托）、“戰術超級90 SBS”（戰術型超級90的短管版本）和“海軍陸戰型超級90”（未知）。
  - 伸縮槍托型命名為“M1014”，以8發管式彈倉供彈。
- 2017年—：型號為伸縮槍托型，命名為“Giovanni M4”，以8發彈倉供彈，奇怪地在空倉裝填後玩家角色不會為槍械上膛。
- 2018年—《少女前线》：命名为M1014，以拟人化的姿态作为战术人形出现。立绘中的型号采用了伸缩枪托，在游戏中定位为4星SG。
- 2018年—《地面部隊》（Ground Branch）
- 2019年—《湯姆克蘭西：全境封鎖2》：共有「Super 90」、「Super 90 複製品」、「海陸 Super 90」、「戰術 Super 90 SBS」四種型號。
- 2020年—《PUBG Mobile》：命名为「M1014」。
- 2020年—《惡靈古堡3 重製版》：「M3 Shotgun」使用槍管零件後成為民用固定槍托型M4 Super 90。使用槍托零件後成為伸縮槍托型。
- 2021年—《嚴陣以待》：型號為伸縮槍托型，命名為“M4 Super 90”。
- 2021年—《蔚藍檔案》：乙花堇的固有武器「千年製最新型啞鈴」原型。
- 2022年—《決勝時刻：現代戰爭II 2022》：型號為固定槍托型，命名為“Expedite 12”。
- 2023年—《生化危機4 重製版》：命名為「鎮暴槍」，在遊戲裡登場的霰彈槍中具有最小的散射度。

## 資料來源
1. ↑  .   [2009-12-26]. （原始内容存档于2010-04-16）.
2. ↑  . Club.guns.ru.   [2008-09-08]. （原始内容存档于2008-08-18）.
3. ↑  . ATF. 2006-07-06  [2007-01-23]. （原始内容存档于2006-05-03）.
4. ↑  . ATF. 2006-07-06  [2007-01-23]. （原始内容存档于2006-05-03）.
5. ↑  .   [2009-08-21]. （原始内容存档于2011-07-06）.
6. ↑  .   [2015-07-30]. （原始内容存档于2016-03-04）.
7. ↑  自由時報 — 軍武新知》不是丟石頭 比利時空軍採購M4散彈槍防制無人機
8. ↑  .   [2016-07-31]. （原始内容存档于2016-07-31）.
9. ↑  .   [2020-04-18]. （原始内容存档于2019-12-05）.
10. ↑  .   [2011-08-27]. （原始内容存档于2012-11-02）.
11. ↑  Royal Malaysian Customs Academy. . Royal Malaysian Customs. 2010  [2011-08-22]. （原始内容存档于2013-01-05）.
12. ↑  .   [2009-12-31]. （原始内容存档于2015-12-27）.
13. ↑  .   [2011-01-10]. （原始内容存档于2012-10-04）.
14. ↑  .   [2010-11-25]. （原始内容存档于2010-03-12）.
15. ↑  .   [2010-12-04]. （原始内容存档于2013-01-05）.
16. ↑  .   [2012-09-28]. （原始内容存档于2010-11-18）.
17. ↑  .   [2010-02-14]. （原始内容存档于2010-11-18）.
18. ↑  .   [2009-08-28]. （原始内容存档于2009-08-22）.
19. ↑  Published on. . Ammoland.com. 2009-02-25  [2013-10-09]. （原始内容存档于2013-01-05）.

## 外部連結
- （英文）—Official Benelli USA Website: M4
- （英文）—Benelli M4 operator's manual[永久]
- （意大利文）—Official M4 Super 90 page
- （英文）—Modern Firearms—Benelli M4 Super 90／M1014 JSCS shotgun（页面存档备份，存于）
- （英文）—British Forces show off Firepower（页面存档备份，存于）
- （英文）—USMC Factfile: Joint Service Combat Shotgun
- （英文）—USMC weapons: M1014 Combat Shotgun
- （英文）—Joint Service Shotgun Information (PDF)
- （英文）—Beretta LE Catalog
- （英文）—American Rifleman.org—Benelli M4 Super 90 Review（页面存档备份，存于）
- （英文）—The Firearm Blog.com—
  - British Army’s new combat shotgun（页面存档备份，存于）
  - Benelli Shotgun Extended Charging Handle（页面存档备份，存于）
  - Benelli’s new civilian legal M4（页面存档备份，存于）
  - AVA Tactical Benelli M4 Mounting System（页面存档备份，存于）
  - Benelli Flying Shotgun（页面存档备份，存于）
  - Weekend Photo: Benelli M4 Law Enforcement（页面存档备份，存于）
  - Scalarworks BOR100 – The Ultimate Optics Solution For The Benelli M4（页面存档备份，存于）
  - Libyan illicit arms Facebook Group（页面存档备份，存于）
  - British Army Close Quarters Training（页面存档备份，存于）
- （英文）—The Truth About Guns.com—
  - Quote of the Day: “The Cadillac Of Shotguns” Edition（页面存档备份，存于）
  - New from Benelli: M4 H2O Shotgun（页面存档备份，存于）
  - Pro Tip: ‘Ghost Loading’ Your Benelli M4（页面存档备份，存于）
  - Gun Preview: Benelli M4 Civilian Tactical（页面存档备份，存于）
  - Benelli: Our Shotguns Don’t Blow Heads Off（页面存档备份，存于）
  - New From ATI: Raven Adjustable Stock and Forend for Benelli M4（页面存档备份，存于）
  - Shotguns Are the New ARs（页面存档备份，存于）
  - New from ATI: Benelli M4 / VEPR 922(R) Compliant Furniture Kits（页面存档备份，存于）
  - Shotgun Toilet Paper Showdown! Benelli M4 vs Saiga-12（页面存档备份，存于）
  - Which Gun Would You Grab: SCAR 16 vs. Benelli M4（页面存档备份，存于）
  - Which Gun Would You Grab: Benelli M4 Tactical Shotgun or Grizzly Custom Guns Lever Gun?（页面存档备份，存于）
  - Question of the Day: Home Defense Shotgun?（页面存档备份，存于）
- （英文）—Guns & Ammo.com—
  - Introducing the Benelli M4 H2O（页面存档备份，存于）
  - Introducing the ATI Benelli M4 Raven Stock and Forend Package（页面存档备份，存于）
  - Military Peculiars: The Benelli M1014（页面存档备份，存于）
- （英文）—Tactical-Life.com—
  - Benelli M4 Rail 12ga Sidearmor
  - Benelli M4 Tactical 12ga
  - ATI Raven Benelli M4 Buttstock/Forend Package（页面存档备份，存于）
  - ATI Raven Packages for the Benelli M4（页面存档备份，存于）
  - Top 12 Tactical Shotguns For Law Enforcement Pros（页面存档备份，存于）
  - 11 Weapons of the Special Operations Forces（页面存档备份，存于）
  - 12 Rifles, Machine Guns, Shotguns, & Pistols Used by ROK Marines | Photos（页面存档备份，存于）
  - 12 Mission-Ready 12-Gauge Scatterguns（页面存档备份，存于）
- （英文）—Personal Defense World.com—
  - ATI Adjustable Stock for Benelli M4（页面存档备份，存于）
  - Benelli M4 Brings Down Buck | Tactical Shotgun（页面存档备份，存于）
- （英文）—Weaponsystems.net—Benelli M4 Super 90（页面存档备份，存于）
- （英文）—Military, Security and Civilian Guns and Equipment—Benelli M4 / M1014 Joint-Service Combat Shotgun（页面存档备份，存于）
- （俄文）—Энциклопедия Вооружений－Бенелли М4 Супер 90 (Benelli M4 Super 90)
- （简体中文）—D Boy Gun World（槍炮世界）—Benelli M4 Super90（M1014）（页面存档备份，存于）
- （简体中文）—新浪军事—
  - 驻伊美军近战利器-M1014三军战术霰弹枪（页面存档备份，存于）
  - 可戴防毒面具瞄准的M4超级90战术霰弹枪（页面存档备份，存于）
  - 美军近战利器：XM1014超级90霰弹枪（页面存档备份，存于）
- （简体中文）—《轻兵器》—近战武器新秀（页面存档备份，存于）
- （繁體中文）—Civilian Gunner—Benelli M1014（页面存档备份，存于）